# Deve Gowda
Haradanahalli Doddegowda Deve Gowda (ur. 18 maja 1933) – indyjski polityk, premier.
Jest politykiem Janata Dal. W okresie od 1 czerwca 1996 do 21 kwietnia 1997 był premierem.